# 永利街
永利街（英語：Wing Lee Street）是香港上環一條街道，位於上環南部必列者士街以南、樓梯街與城皇街之間，東西走向，有九幢建於1950年代初的唐樓。該處以保留香港1960年代特色而著名，柏林影展得獎香港電影《歲月神偷》也是在此取景。
永利街在上世紀七、八十年代，是小型印刷廠的集中地，高峰期有十多間，現今只剩下兩間。永利街原已被納入市區重建局重建項目，最終只會保留其中三幢唐樓，其餘重建為住宅大廈。《歲月神偷》導演羅啟銳與部份居民希望保留該條街道的原有風貌。《歲月神偷》獲柏林影展最佳影片水晶熊獎後，爭取完整保留街道的聲音增大，市區重建局於2010年3月16日宣佈，將永利街剔出重建項目，劃為保育區，現正有待城市規劃委員會審議。

## 位置
永利街是必列者士街對上的一條後街，永利街東端出入口通往城皇街，而西端是掘頭路，接連休憩處，行人可通過該處往返樓梯街再西望是英皇書院同學會小學對上的一處山坡，自然生長了幾棵大大的大樹，當局開拓為休憩場地，場內樹立兩三枝街燈。永利街路窄，加上屬掘頭路，所以從前只有永利街居民出入，及在街上放置數張二手木椅閒聊，小童可以相約在此街上捉迷藏。現在在《歲月神偷》熱潮下，不少市民均到永利街懷緬舊日情懷，當中攝影愛好者及龍友為數不少。

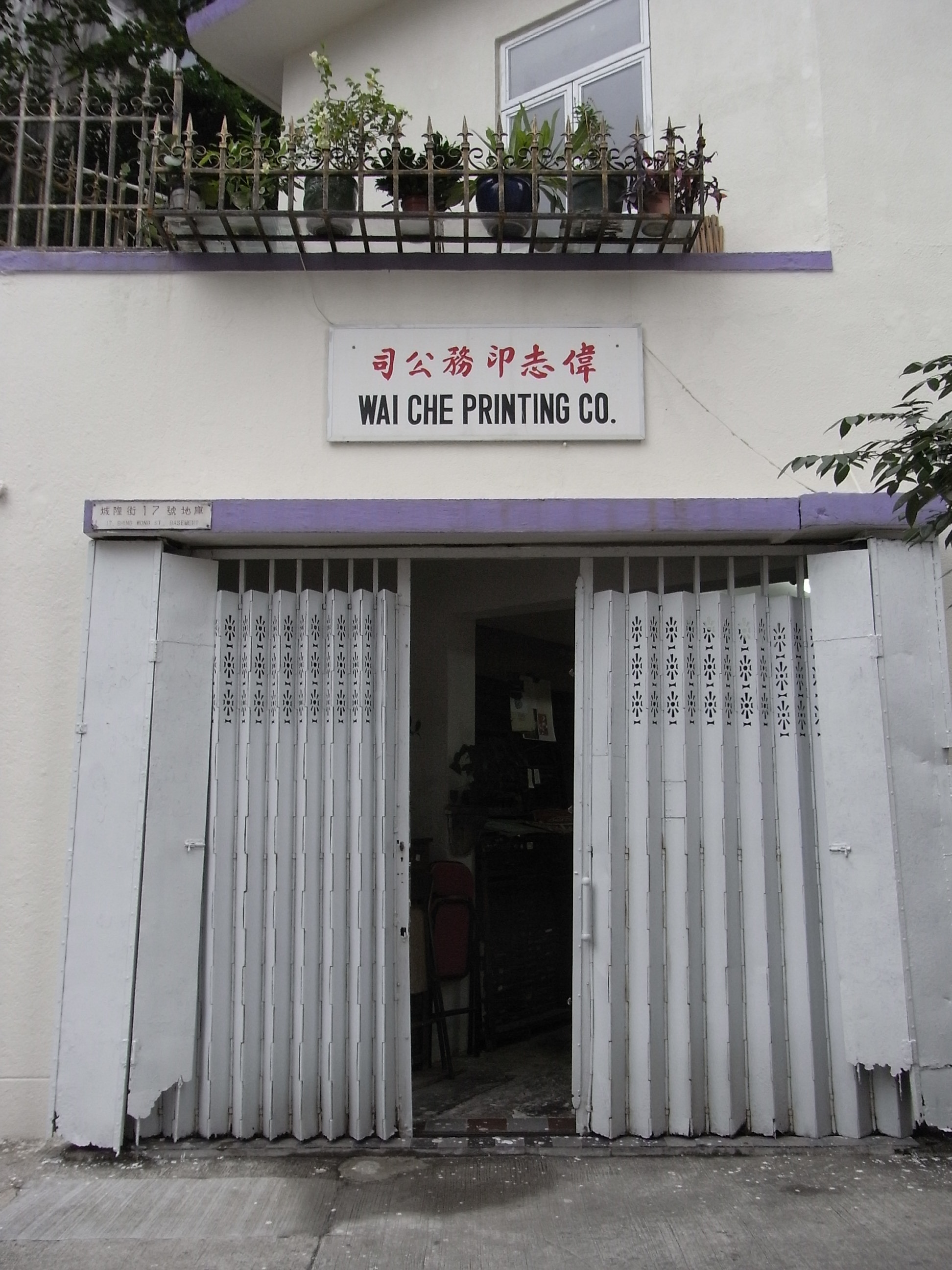
永利街的東端地鋪是偉志印務公司，店內保留了一套具歷史價值的鉛字粒植字凸版印刷設備

## 鄰近
- 前荷李活道警察宿舍
- 必列啫士街街市
- 聚賢居
- 尚賢居
- 金堅大廈
- 雍翠臺

## 外部連結
维基共享资源上的相關多媒體資源：永利街
- 【上環慢活遊】歲月神偷偷不走 永利街角留人情︱kennechu.info （页面存档备份，存于）

22°16′59″N 114°09′01″E / 22.283188770394695°N 114.15015058071467°E